# Îles orientales d'Al-Andalus
 (décembre 2015).
Si vous disposez d'ouvrages ou d'articles de référence ou si vous connaissez des sites web de qualité traitant du thème abordé ici, merci de compléter l'article en donnant les références utiles à sa vérifiabilité et en les liant à la section « Notes et références ».

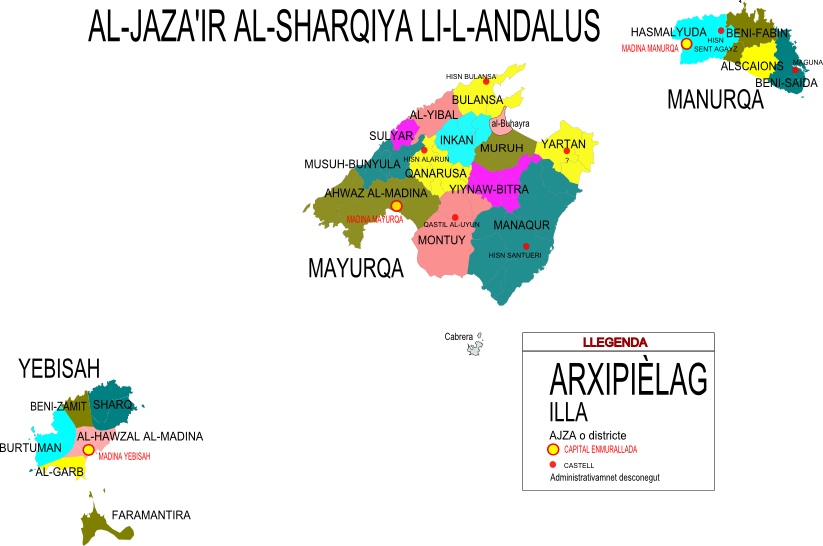
Les Baléares à l’époque musulmane (903-1229).

Les îles orientales d’al-Andalus (arabe : Al-jaza’ir al-Sharquiya li-l-Andalus)[réf. nécessaire], est le nom des îles Baléares à l’époque musulmane (903-1229), comprenant Mayurqa, Manurqa, Yabisah et Faramantira. Son organisation politique varia grandement au fil de plus de trois siècles de domination islamique, depuis la forte dépendance au pouvoir central sous le califat de Cordoue jusqu’à la pleine indépendance de la Taïfa de Majorque, en passant par toutes les situations intermédiaires.

## Premiers contacts des musulmans avec les îles
Les domaines occidentaux de l’empire byzantin avaient commencé à échapper au contrôle de Constantinople au début du VIIe siècle. Son autorité sur Majorque, Minorque et les îles Pityuses était déjà plus nominale qu’effective. Leurs dirigeants avaient commencé à construire des châteaux dans les montagnes[réf. nécessaire]. Les habitants des îles consacraient une partie de leur activité à la piraterie[réf. nécessaire]. La première expédition des musulmans contre les îles prit place en l’an 707 quand le gouverneur d’Ifriqiyya, Mussa ibn Nusair, attaqua les îles. Plus tard, Mussa conquit la péninsule Ibérique avec Tariq ibn Ziyad. Devant le danger auquel ils faisaient face, les chrétiens des Baléares et des Pitiuses réclamèrent l’aide de l’empereur Charlemagne (vers 800). Durant le IXe siècle, les Baléares allaient être attaquées par les Normands et les musulmans. En l’an 848, l’émir de Cordoue Abd al-Rahman II, les soumit pour avoir arrêté de payer les impôts auxquels ils s’étaient engagés, peut-être à la suite du premier traité ou d’un accord ultérieur avec les émirs indépendants de Cordoue[réf. nécessaire]. L’an suivant, les Baléares envoyèrent un ambassade qui obtint le pardon et la restitution de leur statut antérieur en échange d’une amende.

## La conquête arabe, 903
Un notable arabe, musulman, Issam al-Khawlaní débuta le pèlerinage à La Mecque. Une tempête le contraignit à trouver refuge à Majorque et il en décida la conquête. À son retour, il le proposa à la cour, et partit avec une armée. La conquête commença en 902.
Malgré une dure résistance des citadelles, les musulmans s’emparèrent des îles. Issam al-Khawlani reconstruisit la ville de Palma et bâtit des bains, des mosquées et des auberges. Il renomma la ville Madina Mayurqa.
Les îles restèrent attachées à l’émirat de Cordoue et furent connues sous le nom d’îles Orientales d’Al-Andalus.

## Les Baléares au temps du califat de Cordoue, 903-1203
Les musulmans s’aperçurent que la cité était pratiquement abandonnée[réf. nécessaire] et qu'il n’y avait déjà plus d’évêque[réf. nécessaire]. Ils favorisèrent l’émigration issue de la péninsule et du nord de l’Afrique. Peu à peu, toute la population adopta [réf. nécessaire] la religion musulmane et la langue arabe. Les musulmans introduisirent de nouvelles cultures aux Baléares (safran, riz, aubergines, artichauts) et mirent en marche des systèmes complets d’irrigation comme les qânats et les puits.
Ils commencèrent aussi la construction des cultures en terrasse (espagnol : marjada (es)) afin de profiter du relief des montagnes.
Les îles Orientales d’Al-Andalus étaient gouvernées par un gouverneur qui résidait à Madina Mayurqa au palais de l’Almudaina. À côté de ce palais se trouvait la grande mosquée. Il y avait aussi beaucoup d’autres mosquées et des bains, des écoles et des bibliothèques[réf. nécessaire].

## Le régimeAlmohade, 1203-1229
Les Almoravides venus d'Afrique du Nord gouvernèrent jusqu'en 1203.
Ils furent remplacés par les Almohades jusqu'en 1229. Ceux-ci établirent un régime très dur.

## La reconquête espagnole, 1229
Les actes de piraterie conduits à partir des îles suscitent des expéditions, en vue de protéger la navigation.
En 1114 se déroule un premier siège devant Palma.
Le roi d'Aragon Jacques Ier décide une expédition militaire, en décembre 1228. Elle partît de Salou, en Catalogne, débarqua à Santa Ponça et défit l'armée musulmane à la bataille de Portopí le 13 septembre 1229.
Elle comprenait diverses nationalités, dont un grand nombre de Français.
En décembre 1229, Palma fut prise. L'île fut soumise en quelques mois, seule une petite poche de résistance subsista jusqu'en 1232 dans la Serra de Tramuntana. La population musulmane s'était enfuie vers l'Afrique, fut assimilée ou réduite en esclavage[réf. nécessaire].